# Alibaba Pictures
Alibaba Pictures Group — китайська кінокомпанія, дочірня структура Alibaba Group. Займається інвестиціями у виробництво фільмів, кіновиробництвом (кінофільми, мультфільми та телесеріали), кінопрокатом (рекламою фільмів і продажем квитків через додатки), просуванням розважального контенту в інтернеті, цифровим маркетингом, електронною комерцією в сфері розваг. Найбільшою зіркою компанії є актриса Чжао Вей.
Кінокомпанія Alibaba Pictures тісно співпрацює з іншими структурними підрозділами материнської групи — для розміщення відеофайлів Youku Tudou, інтернет-телекомпанією Wasu Media Holding, платформою для фінансування розважальних проектів Yulebao, сервісом з продажу квитків Tao Piao Piao, майданчиком електронної комерції Tmall.

## Історія
Навесні 2014 Alibaba Group придбала за 804 млн доларів 61% Акцій кінокомпанії China Vision Media, яку пізніше перейменувала в Alibaba Pictures. На чолі нової кінокомпанії став колишній віце-президент China Film Group Corporation Чжан Цян. Станом на 2015 рік Alibaba Pictures була найбільшою кінокомпанією Китаю з ринковою вартістю в 9,6 млрд доларів.
У жовтні 2016 року Alibaba Pictures придбала міноритарний пакет акцій голлівудської компанії Amblin Partners, створеної Стівеном Спілбергом, Джеффрі Сколла і Анілом Амбані. Натомість Alibaba Pictures отримала право просувати фільми Amblin Entertainment і DreamWorks Pictures в материковому Китаї, а також фінансувати проекти Amblin по всьому світу.
На початку 2019 року Alibaba Pictures створила альянс з пекінської кінокомпанією Huayi Brothers, міноритарним акціонером якої був голова Alibaba Group Джек Ма. Станом на 2019 рік понад 80% Продажів Alibaba Pictures доводилося на просування продукції в інтернеті та лише 15% —безпосередньо на виробництво контенту.

## Акціонери
Найбільшими акціонерами Alibaba Pictures Group є Alibaba Group (50,6%), The Vanguard Group (1,7%), Norges Bank Investment Management (1,3%) і BlackRock (1,3%).

## Найбільші проекти
В якості інвестора і виробника Alibaba Pictures брала участь в зйомках наступних фільмів і мультфільмів:
- Місія нездійсненна: Нація ізгоїв (2015)
- Підлітки-мутанти черепашки-ніндзя 2 (2016)
- Стартрек: За межами Всесвіту (2016)
- Побачимося завтра (2016)
- Місія нездійсненна: Фолаут (2018)
- Наступне покоління (2018)
- Мандрівна Земля (2019)
- UglyDolls. Ляльки з характером (2019)
- Подорож хорошого пса (2019)
- Двійник (2019)
- Капітан (2019)
- Вісім сотень (2020)
- Ударна хвиля 2 (2020)
- Привіт, мама (2021)